# Henry Levin
Henry Levin (n. 5 iunie 1909, Trenton, New Jersey, SUA – d. 1 mai 1980, California, SUA) și-a început cariera ca actor și regizor de teatru, dar a fost cel mai notabil ca regizor de film având peste cincizeci de filme artistice regizate. În 1943 a debutat în cinematografie ca regizor de dialoguri al filmelor Columbia Pictures Dangerous Blondes și Appointment in Berlin. A fost angajat de Columbia Pictures ca regizor alături de alți câțiva regizori „promițători” care au început ca regizori de dialog: Fred Sears, William Castle, Mel Ferrer și Robert Gordon.
La sfârșitul carierei sale, a realizat în cele din urmă și câteva lucrări de televiziune, regizând unele episoade ale serialului Knots Landing în 1979 . Ultima sa lucrare a fost filmul de televiziune Scout's Honor, în timpul căruia a murit în ultima zi de producție. În ciuda faptului că a fost un actor de teatru, ca actor de film a apărut doar într-un episod al serialului de televiziune Planeta maimuțelor (1974).

## Filmografie

### Ca regizor
- 1944 Cry of the Werewolf
- 1944 Sergeant Mike
- 1945 The Negro Sailor
- 1945 Dancing in Manhattan
- 1945 I Love a Mystery
- 1946 The Bandit of Sherwood Forest
- 1946 The Fighting Guardsman
- 1946 The Return of Monte Cristo
- 1946 The Unknown
- 1946 The Devil's Mask
- 1946 Night Editor
- 1947 The Corpse Came C.O.D.
- 1947 The Guilt of Janet Ames
- 1948 The Gallant Blade
- 1948 The Man from Colorado
- 1948 The Mating of Millie
- 1949 And Baby Makes Three
- 1949 Jolson Sings Again
- 1949 Mr. Soft Touch
- 1950 The Flying Missile
- 1950 Convicted
- 1950 The Petty Girl
- 1951 The Family Secret
- 1951 Two of a Kind
- 1952 Belles on Their Toes
- 1953 Mister Scoutmaster
- 1953 The Farmer Takes a Wife
- 1953 The President's Lady
- 1954 The Gambler from Natchez
- 1954 Three Young Texans
- 1955 Răzbunătorul negru (The Dark Avenger)
- 1957 April Love
- 1957 The Lonely Man
- 1957 Bernardine
- 1957 Let's Be Happy
- 1958 A Nice Little Bank That Should Be Robbed
- 1959 O călătorie spre centrul Pământului (Journey to the Center of the Earth)
- 1959 Holiday for Lovers
- 1959 The Remarkable Mr. Pennypacker
- 1960 Where the Boys Are
- 1961 Lampa lui Aladin (Le Meraviglie di Aladino), regia Mario Bava și Henry Levin
- 1962 If a Man Answers
- 1962 Lumea minunată a fraților Grimm (The Wonderful World of the Brothers Grimm)
- 1963 Come Fly with Me
- 1964 Honeymoon Hotel
- 1965 Genghis-han (Genghis Khan)
- 1966 Se Tutte le Donne del Mondo
- 1966 Murderers' Row
- 1967 Stăpân pe situație (The Ambushers)
- 1969 The Desperados
- 1973 That Man Bolt
- 1977 Run for the Roses
- 1979 The Treasure Seekers
- 1980 Scout's Honor (film TV)

## Legături externe
- Henry Levin la Internet Movie Database
- Henry Levin la CineMagia
- Henry Levin Arhivat în 5 martie 2012, la Wayback Machine. la Cinemarx